# 六家子站
六家子站位于中国吉林省吉林市蛟河市六家子村，建于1928年，为沈阳铁路局管辖的四等站。经过的铁路有拉滨铁路。